# Plutonismus (historisch)
Der Plutonismus war eine weltanschauliche Auffassung, die auf die gleichnamige geologische Lehre zurückging, der zufolge Gesteine ursprünglich von vulkanischen Kräften herrühren. Ihr stand die Schule des Neptunismus gegenüber, wonach Gesteinsschichten durch Sedimentablagerung aus Wasser entstehen. Der Plutonismus-Neptunismus-Streit stand zwischen 1790 und 1830 im Zentrum einer Kontroverse um geologische Entwicklungstheorien und führte zur Entstehung der modernen Geologie.
Die Plutonismus-Theorie wurde hauptsächlich vom schottischen Geologen James Hutton (1726–1797) entwickelt und besagt, dass die wesentlichen Gestaltungskräfte der Erde vom „Zentralfeuer“ im Erdinnern stammen. Die Entstehung der Gesteine, die Bildung der Gebirge und Kontinente und der Vulkanismus seien daraus ableitbar, die Erdentstehung sei ein dynamischer Prozess.
Dieser Lehre stand die Neptunismus-Theorie des deutschen Geologen Abraham Gottlob Werner (1749–1817) gegenüber, der den Ursprung der Gesteinsentstehung – ausgehend von einem hypothetischen „Urmeer“ – im Wasser sah. Damit knüpfte er an die biblische Schöpfungsgeschichte sowie an gängige Katastrophentheorien der Zeit an. Den Vulkanismus deutete er als unbedeutende geologische Erscheinung, die in der jüngsten Erdrinde durch Kohlen- oder Flözbrände hervorgerufen würden. Ein Anhänger der Neptunisten (der aber zeitweise auch zwischen den Lagern schwankte) war Johann Wolfgang von Goethe.
Der Streit zwischen Plutonisten und Neptunisten im sogenannten „Heroischen Zeitalter der Geologie“ zwischen etwa 1790 und 1830 spielte eine wesentliche Rolle in der Entstehung der modernen Geologie. Zunächst blieben beide Theorien plausibel und wurden nach den jeweiligen Gegebenheiten angewendet.
Die Kontroverse führte allerdings vorwiegend zur Erforschung der Aufeinanderfolge einzelner Gesteinsschichten, der Zusammensetzung und der enthaltenen Versteinerungen, wodurch die neptunistische Lehre zunächst im Vordergrund stand. Dabei wurden Fossilien erstmals als Leitfossilien zur Klassifikation der Gesteinsschichten benutzt, in denen sie eingebettet waren.
Dies führte um 1815 zur Veröffentlichung der ersten geologischen Karten (z. B. von William Smith), in denen die vertikale Aufeinanderfolge von Gesteinsschichten im Profil aufgezeigt wurde. Im Laufe des 19. Jahrhunderts setzten sich jedoch zunehmend die evolutionistischen Gedanken Huttons durch, nicht zuletzt befördert durch die biologische Evolutionstheorie von Charles Darwin.